# Bruno Ruzza
Bruno Ruzza (10 de febrero de 1926, Padua) es un exjugador italiano de fútbol.

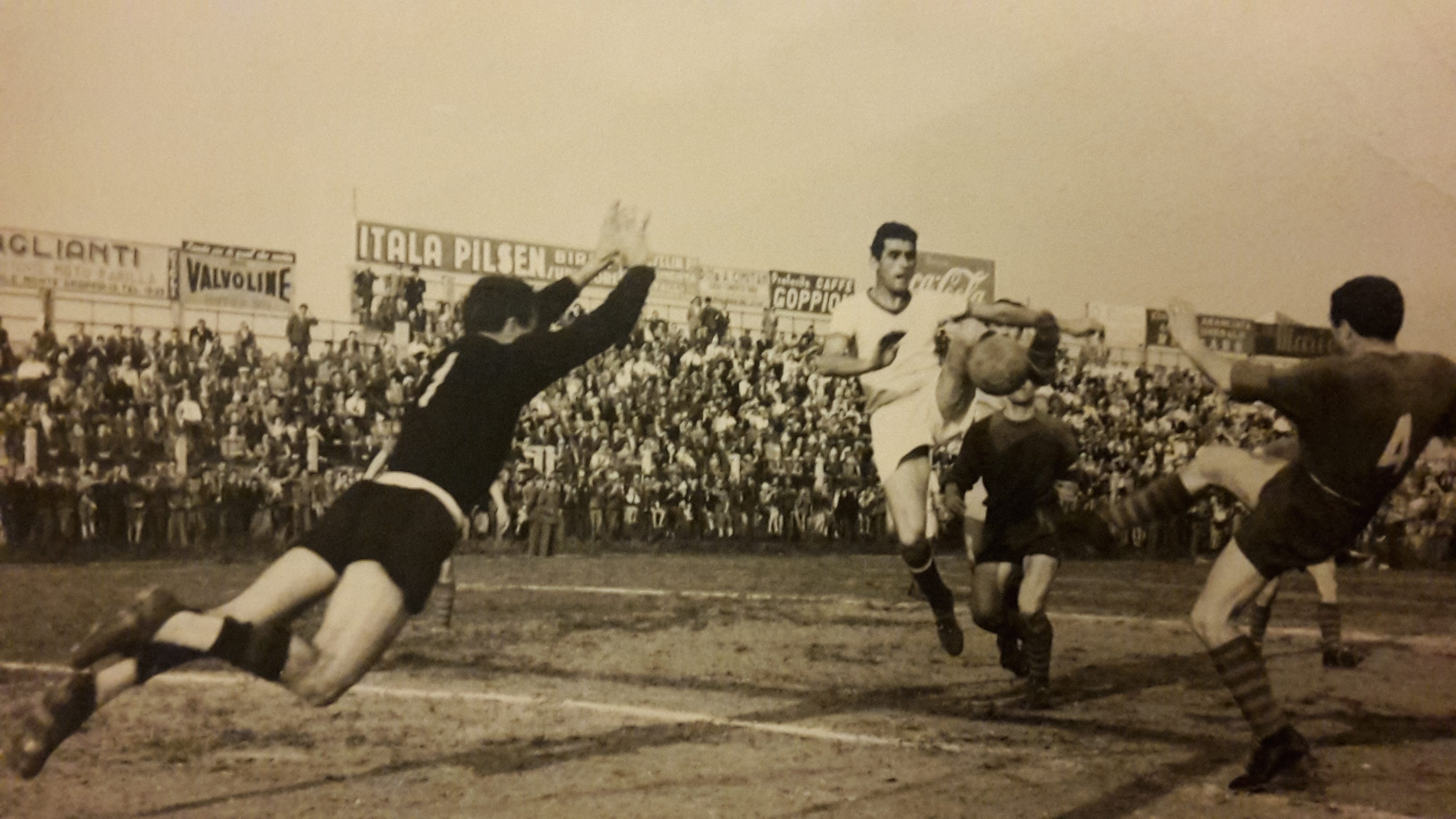
Treviso-Catania 0-0 Serie B 1951-52. Ruzza (camiseta blanca) contra Narciso Soldan y Italo Rebuzzi.

## Carrera
Comenzó como delantero en el Padova Calcio en el Campionato Alta Italia 1943-44. Con el Football Club Treviso y el Padova Calcio jugó cuatro temporadas en la Serie B.

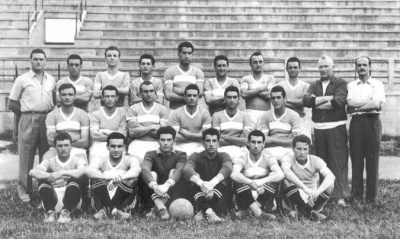
Plantilla del Treviso Calcio 1951-1952. De izquierda a derecha. En pie: Nereo Rocco (entrenador), Zian, Padoan, Dozzo, Vascellari, Persi, Bonaretti, Aliprandi, Maronilli (preparador físico), Moretto (ayudante). Segunda fila: Pavanello: Bearzi, Chiodi, Minozzi, Zorzi, Ruzza. Tercera: Donzelli, Realini, Pozzan, Moretto, Cattozzo, Sari.

En 1953 fue descalificado por un intento de corrupción en el match Padova-Calcio Catania. Después se unió nuevamente al Padova hasta su última temporada 1956-1957.

## Palmarés

### Club
Padova Calcio
- Campionato Alta Italia: 1943-1944.
- Serie B: 1947-48

Treviso Calcio
- Serie C: 1948–49 Serie C, 1949–50 Serie C.
- Serie B: 1946-47, 1950-51, 1951-52, 1952-53.